# کلاهک‌سکه‌ای
کلاهک‌سکه‌ای (نام علمی: Clitocybula) نام یک سرده از راسته قارچ‌های تیغک‌دار است.